# شرکت سهامی عام
شرکت سهامی عام (به انگلیسی: Public company) یکی از گونه‌های شرکت‌های سهامی است که بخشی از سرمایهٔ آن از راه فروش سهام به غیر مؤسسان (مردم عادی) تأمین شود. این نوع شرکت‌ها برای انجام امور بازرگانی تشکیل شده و سهام آنها در بورس اوراق بهادار دادوستد می‌شود.
سازمان‌های بورس در برخی کشورها معمولاً شرکت‌هایی را می‌پذیرند که دارای سرمایه و اعتبار بسیار باشند. مؤسسان این گونه شرکت‌ها بخشی از سرمایه شرکت را از راه فروش سهام به عموم مردم تأمین می‌کند. در این گونه شرکت‌ها، صاحبان سهام می‌توانند سهام خود را در بورس فروخته و در واقع مالکیت خود را به دیگران منتقل کنند.
شمار شرکا در شرکت سهامی عام بیشتر از دیگر گونه‌های شرکت‌های سهامی است؛ این امر می‌تواند منجر به جمع‌شدن سرمایه‌های کوچک و ایجاد یک سرمایه بزرگ بشود که انجام فعالیت‌های اقتصادی سنگین را میسر می‌سازد. در این گونه شرکت‌ها نقل و انتقال بسیار آسان تر از سایر شرکت ها است و نمی توان نقل و انتقال سهام را منوط به موافقت هیات مدیره کرد.